# نيك كارتر (لاعب كرة مضرب)
نيك كارتر (بالإنجليزية: Nick Carter)‏ هو لاعب كرة مضرب أمريكي، ولد في 6 يونيو 1918 في سان فرانسيسكو في الولايات المتحدة، وتوفي في 25 أكتوبر 1989.